# Notopygos crinita
Notopygos crinita är en ringmaskart som beskrevs av Grube 1855. Notopygos crinita ingår i släktet Notopygos och familjen Amphinomidae. Inga underarter finns listade i Catalogue of Life.